# Mini-Mario and Friends: Amiibo Challenge
Mini-Mario and Friends: Amiibo Challenge est un jeu vidéo de réflexion développé par Nintendo Software Technology Corporation sur Wii U et Nintendo 3DS, et compatible avec les amiibo.

## Système de jeu
Le but est de faire progresser un mini-jouet se déplaçant automatiquement pour le lui faire atteindre l'arrivée. Le mini-jouet correspond au personnage de l'amiibo utilisé, mais c'est Mini-Spek qui apparaîtra si l'amiibo utilisé ne dispose d'aucun mini-jouet dans le jeu.
La sélection des niveaux se déroule sur une carte. Celle-ci peut faire apparaître un chemin alternatif grâce aux amiibo.

## Accueil
- Destructoid : 6/10[3]
- Nintendo Life : 7/10[4]